# Mario Mattei
Mario Mattei (6 de setembro de 1792 - 7 de outubro de 1870) foi um cardeal italiano, arcipreste da basílica de São Pedro, Pró-Datário Apostólico, Presidente da Congregação da Reverenda Basílica de São Pedro, além de Decano do Colégio dos Cardeais.

## Biografia
Estudou na Collegio Ghislier, no Seminário Romano, na Universidade La Sapienza (doutorado utroque iure, tanto em direito canônico como civil) e na Pontifícia Academia dos Nobres Eclesiásticos, em Roma, em 1810.
Ordenado padre em torno de 1817. Nomeado tesoureiro da Câmara Apostólica em dezembro de 1828. Criado cardeal-diácono no consistório de 2 de julho de 1832; recebeu o barrete cardinalício em 5 de julho de 1832 e a diaconia de Santa Maria em Aquiro em 17 de dezembro. Prefeito de Economia da Sagrada Congregação de Propaganda Fide, entre 1837 e 1843. Passa para a ordem dos cardeais-presbíteros e para o título de Santa Maria dos Anjos em 22 de julho de 1842. Nomeado arcipreste da Basílica Patriarcal Vaticana e prefeito da Congregação da Reverenda Basílica de São Pedro em 11 de março de 1843.
Passa para a ordem de cardeais-bispos e assume a sé suburbicária de Frascati, em 17 de junho de 1844. Foi consagrado em Roma, pelo Cardeal Vicenzo Macchi em 23 de junho de 1844. Passa para a sé suburbicária de Porto e Santa Rufina em 23 de junho de 1854. Prefeito do Supremo Tribunal da Assinatura Apostólica em 4 de julho de 1854. Pro-datário de Sua Santidade a partir de 3 de fevereiro de 1858. Torna-se Decano do Sacro Colégio dos Cardeais em 30 de setembro de 1860, passa para a sé suburbicária de Óstia-Velletri em 17 de dezembro de 1860. Legado apostólico de Velletri e sua província. Participou no Concílio Vaticano I.
Faleceu em 7 de outubro de 1870, em Roma. Velado e enterrado na Basílica de São Pedro.

## Conclaves
- Conclave de 1846 - participou da eleição do Papa Pio IX[2]